# Bundesliga austriacka w piłce nożnej (2003/2004)
Bundesliga 2003/2004 (znana jako T-Mobile Bundesliga ze względów sponsorskich) była 93 edycją najwyższej klasy rozgrywkowej piłki nożnej na Austrii.
Brało w nim udział 10 drużyn, które w okresie od 16 lipca 2003 do 20 maja 2004 rozegrały 36 kolejek meczów.
Obrońcą tytułu była drużyna Austria Wiedeń. Mistrzostwo po raz pierwszy w historii zdobyła drużyna Grazer AK.

## Drużyny
| Uczestnicy poprzedniej edycji                                                                                 | Uczestnicy poprzedniej edycji | Uczestnicy poprzedniej edycji | Uczestnicy poprzedniej edycji |
| --- | ----------------------------- | ----------------------------- | ----------------------------- |
| AWI | Austria Wiedeń                | 1                             |                               |
| GAK | Grazer AK                     | 2                             |                               |
| SAL | Austria Salzburg              | 3                             |                               |
| RPD | Rapid Wiedeń                  | 4                             |                               |
| SVP | SV Pasching                   | 5                             |                               |
| STR | Sturm Graz                    | 6                             |                               |
| ADM | Admira Wacker                 | 7                             |                               |
| KAR | FC Kärnten                    | 8                             |                               |
| SWB | Schwarz-Weiß Bregenz          | 9                             |                               |
| Awans z 1. Division                                                                                           |                               |                               |                               |
| MAT | SV Mattersburg                | 1                             |                               |
| Oznaczenia: - kolumna pierwsza – skróty nazw drużyn, - kolumna trzecia – miejsce zajęte w poprzednim sezonie. |                               |                               |                               |

## Tabela
| Lp. | Drużyna               | M  | Z  | R  | P  | B+ | B- | +/– | Pkt | Kwalifikacja lub spadek                       |
| --- | --------------------- | -- | -- | -- | -- | -- | -- | --- | --- | --------------------------------------------- |
| 1   | Grazer AK (M, P)      | 36 | 21 | 9  | 6  | 62 | 32 | +30 | 72  | Liga Mistrzów UEFA • III runda kwalifikacyjna |
| 2   | Austria Wiedeń        | 36 | 21 | 8  | 7  | 63 | 31 | +32 | 71  | Puchar UEFA • II runda kwalifikacyjna         |
| 3   | Pasching              | 36 | 17 | 12 | 7  | 59 | 41 | +18 | 63  | Puchar UEFA • II runda kwalifikacyjna         |
| 4   | Rapid Wiedeń          | 36 | 16 | 9  | 11 | 50 | 47 | +3  | 57  | Puchar UEFA • II runda kwalifikacyjna         |
| 5   | Schwarz-Weiß Bregenz  | 36 | 11 | 12 | 13 | 47 | 58 | −11 | 45  | Puchar Intertoto UEFA (2004)                  |
| 6   | Admira Wacker Mödling | 36 | 11 | 9  | 16 | 42 | 49 | −7  | 42  |                                               |
| 7   | Austria Salzburg      | 36 | 11 | 5  | 20 | 44 | 48 | −4  | 38  |                                               |
| 8   | SV Mattersburg        | 36 | 9  | 10 | 17 | 39 | 61 | −22 | 37  |                                               |
| 9   | Sturm Graz            | 36 | 8  | 11 | 17 | 39 | 52 | −13 | 35  |                                               |
| 10  | Kärnten (S)           | 36 | 7  | 11 | 18 | 36 | 62 | −26 | 32  | spadek do 1. Ligi austriackiej                |

1. ↑  21 lipca 2003 zmieniono nazwę SV Pasching na FC Pasching.

## Wyniki
| Gospodarz \ Gość      | ADM | SAL | AWI | BRE | GAK | KÄR | MAT | PAS | RWI | STU | ADM | SAL | AWI | BRE | GAK | KÄR | MAT | PAS | RWI | STU |
| --------------------- | --- | --- | --- | --- | --- | --- | --- | --- | --- | --- | --- | --- | --- | --- | --- | --- | --- | --- | --- | --- |
| Admira Wacker Mödling |     | 4–0 | 0–2 | 0–1 | 1–1 | 1–0 | 1–1 | 4–0 | 4–2 | 2–1 |     | 3–2 | 0–1 | 0–0 | 2–1 | 1–1 | 2–0 | 1–2 | 1–0 | 0–0 |
| Austria Salzburg      | 1–2 |     | 0–0 | 0–1 | 1–2 | 5–0 | 4–0 | 0–2 | 1–2 | 5–0 | 2–1 |     | 0–1 | 2–0 | 1–2 | 3–2 | 1–0 | 1–2 | 2–0 | 0–0 |
| Austria Wiedeń        | 2–1 | 0–0 |     | 4–0 | 0–1 | 3–0 | 3–0 | 1–0 | 2–0 | 1–1 | 5–1 | 3–0 |     | 4–1 | 1–3 | 2–0 | 1–0 | 0–1 | 1–1 | 5–1 |
| Schwarz-Weiß Bregenz  | 2–2 | 1–0 | 4–2 |     | 4–1 | 3–2 | 2–1 | 1–2 | 1–2 | 2–1 | 2–2 | 2–2 | 0–1 |     | 1–0 | 1–1 | 3–2 | 1–1 | 1–1 | 2–1 |
| Grazer AK             | 1–0 | 1–0 | 1–3 | 2–0 |     | 5–1 | 1–1 | 1–1 | 2–0 | 1–0 | 2–1 | 3–0 | 0–0 | 1–0 |     | 4–1 | 1–0 | 1–1 | 2–1 | 1–1 |
| Kärnten               | 2–0 | 1–2 | 2–1 | 1–1 | 1–4 |     | 1–2 | 0–0 | 2–0 | 0–3 | 0–0 | 0–3 | 2–0 | 3–2 | 0–0 |     | 5–1 | 1–1 | 0–1 | 2–0 |
| SV Mattersburg        | 1–1 | 0–1 | 0–1 | 3–2 | 0–0 | 0–0 |     | 4–2 | 1–4 | 3–1 | 3–0 | 2–1 | 4–1 | 1–1 | 1–4 | 2–0 |     | 0–0 | 1–1 | 2–2 |
| Pasching              | 3–0 | 3–2 | 2–4 | 3–1 | 1–2 | 3–0 | 1–1 |     | 1–2 | 2–1 | 2–1 | 1–0 | 1–1 | 3–0 | 3–3 | 1–1 | 4–0 |     | 2–0 | 3–0 |
| Rapid Wiedeń          | 1–0 | 1–0 | 2–2 | 2–2 | 2–1 | 2–2 | 3–1 | 4–2 |     | 2–0 | 1–3 | 2–0 | 1–2 | 0–0 | 0–4 | 3–2 | 2–0 | 0–0 |     | 1–1 |
| Sturm Graz            | 2–0 | 4–2 | 0–0 | 1–1 | 2–1 | 0–0 | 0–1 | 0–1 | 0–2 |     | 2–0 | 0–0 | 1–3 | 4–1 | 0–2 | 2–0 | 4–0 | 2–2 | 1–2 |     |

## Najlepsi strzelcy
| Bramki | Strzelcy          | Drużyna               |
| ------ | ----------------- | --------------------- |
| 27     | Roland Kollmann   | Grazer AK             |
| 25     | Sigurd Rushfeldt  | Austria Wiedeń        |
| 15     | Roland Linz       | Admira Wacker Mödling |
| 15     | Christian Mayrleb | ASKÖ Pasching         |
| 13     | Radosław Gilewicz | Austria Wiedeń        |
| 10     | Mario Haas        | Sturm Graz            |
| 10     | Steffen Hofmann   | Rapid Wiedeń          |
| 10     | Dietmar Kühbauer  | SV Mattersburg        |
| 10     | René Wagner       | Rapid Wiedeń          |

Źródło: .

## Stadiony
| Admira Wacker Mödling  |
| ---------------------- |
| Bundesstadion Südstadt |
| 12 000                 |
|                        |

| Austria Salzburg |
| ---------------- |
| Red Bull Arena   |
| 18 200           |
|                  |

| Austria Wiedeń     |
| ------------------ |
| Franz Horr Stadion |
| 17 500             |
|                    |

| Grazer AK Sturm Graz          |
| ----------------------------- |
| Arnold Schwarzenegger Stadion |
| 16 364                        |
|                               |

| Kärnten            |
| ------------------ |
| Wörthersee Stadion |
| 11 500             |
|                    |

| SV Mattersburg |
| -------------- |
| Pappelstadion  |
| 15 100         |
|                |

| Pasching    |
| ----------- |
| Waldstadion |
| 6 009       |
|             |

| Rapid Wiedeń            |
| ----------------------- |
| Gerhard-Hanappi-Stadion |
| 18 442                  |
|                         |

| Schwarz-Weiß Bregenz |
| -------------------- |
| Casino Stadion       |
| 12 000               |
|                      |

Źródło: .